# Монтеро, Альваро
А́льваро Дави́д Монте́ро Пера́лес (исп. Álvaro David Montero Perales; род. 29 марта 1995 года в Эль-Молино, Колумбия) — колумбийский футболист, вратарь клуба «Мильонариос» и сборной Колумбии.

## Клубная карьера
Монтеро — воспитанник бразильского клуба «Сан-Каэтано». 21 июля 2013 года в матче Кубка Бразилии против «Сан-Бернардо» он дебютировал за основной состав. Летом 2015 года Альваро перешёл в аргентинский «Сан-Лоренсо», но за клуб так и не сыграл. В 2017 году Монтеро вернулся на родину, присоединившись к «Кукута Депортиво». 8 марта в поединке Кубка Колумбии против «Ла Экидада» он Альваро дебютировал за новую команду. В начале 2018 года в поисках игровой практики Монтеро перешёл в «Депортес Толима». 25 марта в матче против «Индепендьенте Медельин» он дебютировал в Кубке Мустанга. В своём дебютном сезоне Альваро помог клубу выиграть чемпионат.

## Международная карьера
В 2015 году в составе молодёжной сборной Колумбии Монтеро занял второе место на молодёжном чемпионате Южной Америки в Уругвае. На турнире он принял участие в матчах против команд Чили, Перу, Парагвая, Аргентины, Венесуэлы, Бразилии и дважды Уругвая.
Летом того же года Монтеро принял участие в молодёжном чемпионате мира в Новой Зеландии. На турнире он сыграл в матчах против сборных Катара, Португалии, Сенегала и США.
4 июня 2019 года в товарищеском матче против сборной Панамы Монтеро дебютировал за сборную Колумбии.

## Достижения
Командные
 «Сан-Лоренсо»
- Обладатель Суперкубка Аргентины (не играл)— 2015

 «Депортес Толима»
- Победитель Чемпионата Колумбии — Апертура 2018